# Président de la Chambre des députés (Italie)
Le président de la Chambre des députés (Presidente della Camera dei deputati) est le député chargé de présider les travaux de la chambre basse du Parlement de la République italienne. Dans l'ordre protocolaire, il est le troisième personnage de l'État italien après le président de la République et le président du Sénat mais devant le président du Conseil.
Élu par ses pairs après l'ouverture de la législature, il dispose tout au long de son mandat de nombreuses prérogatives : ainsi, outre la présidence des débats en séance plénière, il veille à la stricte application du règlement de l'institution, jouit du pouvoir de publication de circulaires et doit veiller, avec le concours du bureau de la présidence, à la recevabilité des projets et propositions de loi ainsi que des amendements. De plus, il dirige de jure l'administration de la Chambre des députés.
Considéré comme un personnage politique d'envergure devant se placer au-dessus de la mêlée pour que soit assurée sa légitimité, le président de la Chambre des députés ne participe pas en principe aux votes en séance plénière ; s'il devait le faire, il est de tradition qu'il laisse provisoirement son fauteuil à l'un des vice-présidents.
L'actuel titulaire de la fonction est Lorenzo Fontana (Lega) depuis le 14 octobre 2022.

## Élection

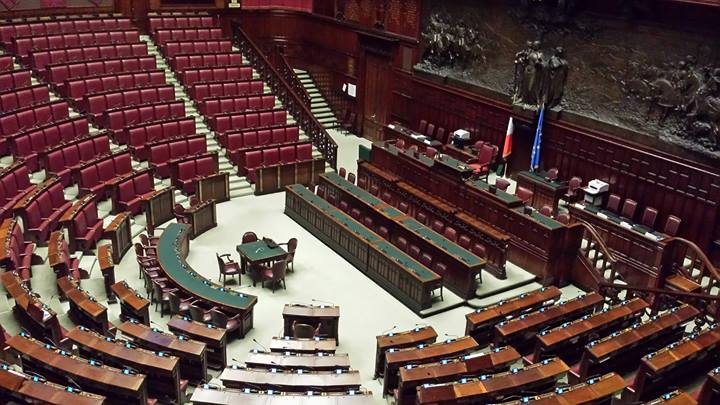
L'hémicycle de la Chambre des députés.

Par tradition, le président de la Chambre des députés est désigné par ses pairs alors que commence la législature. La séance pourvoyant à l'élection du président de la chambre basse est présidée par l'un des vice-présidents, qui prend alors le titre de « président provisoire » (Presidente provvisorio) ; cette spécificité s'avère propre à la Chambre des députés, tandis que le Sénat est présidé, lors de l'ouverture de la législature, par son doyen d'âge.
L'élection se déroule au moyen du bulletin secret. D'après le règlement, tout candidat doit rassembler sur son nom les deux-tiers des suffrages exprimés pour être proclamé élu ; cette règle prévaut pour les premier, deuxième et troisième tour. Si les abstentions font baisser le quorum nécessaire à l'élection, les bulletins blancs sont comptés comme tels et ne peuvent empêcher l'élection d'un candidat pourvu qu'il rassemble effectivement les deux-tiers des suffrages exprimés. À partir du quatrième tour de scrutin, la majorité absolue des suffrages exprimés suffit à l'élection. Si deux candidats devaient obtenir le même nombre de voix, le président provisoire serait amené à proclamer élu le plus âgé des deux candidats arrivés en tête.
Les résultats de l'élection sont immédiatement communiqués au président élu après une suspension de séance, qui reprend alors que le nouveau président de la Chambre des députés est convié à prononcer un discours d'investiture (dicorso di insediamento) pour remercier ses collègues de leur choix majoritaire et pour définir les ambitions qui devraient animer sa présidence pour la législature.
S'il est de coutume que le président de la Chambre soit désigné à l'ouverture de la législature, plusieurs titulaires de la fonction ont été élus en cours de la législature : c'est notamment le cas de Giovanni Leone, succédant à Giovanni Gronchi élu chef de l'État ; de Brunetto Bucciarelli-Ducci, alors vice-président désigné pour remplacer Giovanni Leone, lui-même nommé président du Conseil ; ou encore de Giorgio Napolitano, remplaçant Oscar Luigi Scalfaro qui venait d'être élu président de la République.

## Historique
La présidence de la Chambre des députés est une fonction instituée le 8 mai 1848 ; Vincenzo Gioberti en fut le premier titulaire, pour le royaume de Sardaigne. C'est néanmoins Urbano Rattazzi qui fut le premier président de la Chambre des députés élu tandis qu'était proclamée le 17 mars 1861, dix jours après son élection, l'unité de la nation italienne.
Entre 1976 et 1994, une règle non écrite, devenue une tradition, amenait les différentes parties de l'échiquier politique à se partager les présidences des assemblées parlementaires entre majorité et opposition. C'est dans le contexte né du compromis historique que Pietro Ingrao, pourtant membre du Parti communiste italien, a été désigné président de la Chambre des députés, en 1976. Trois ans plus tard, il est remplacé par une autre communiste, Nilde Iotti, première femme à assumer l'une des plus éminentes responsabilités de l'État, qui présidera les travaux de la chambre basse jusqu'en 1992.
Généralement, la présidence de la Chambre des députés était dévolue à une personnalité très respectée de l'ensemble de l'échiquier politique, qui devait voir en elle un président pourvu d'une stricte neutralité, veillant à ce que tous les députés puissent voir leurs droits garantis. Aussi, plusieurs présidents de la Chambre, parce qu'ils ont été considérés comme des figures d'ouverture appréciées pour leur impartialité, sont devenus plus tard présidents de la République : c'est notamment le cas de Giovanni Gronchi, élu en 1955 ; de Sandro Pertini, en 1978 ; d'Oscar Luigi Scalfaro, en 1992 ; ou encore de Giorgio Napolitano, en 2006.
Trois femmes ont été appelées à présider la Chambre des députés : Nilde Iotti, de 1979 à 1992 ; Irene Pivetti, de 1992 à 1994 ; et Laura Boldrini, de 2013 à 2018.

## Rôle
Le président de la Chambre des députés, troisième personnage de l'État dans l'ordre constitutionnel derrière le président de la République et le président du Sénat, doit diriger les travaux de la Chambre durant toute la législature : outre la direction des débats, il préside la Conférence des présidents, qui décide de l'ordre du jour étudié par les députés, le Comité pour le règlement et les sessions communes des deux Chambres du Parlement, notamment lorsque celui-ci doit élire, avec les représentants des régions, le chef de l'État.
Pour la conduite des débats, le président de la Chambre doit ouvrir et lever les séances, lire les annonces concernant la Chambre, donner la parole à l'orateur étant inscrit à l'ordre du jour et faire respecter le règlement dans l'hémicycle ; il est de son devoir de sanctionner, après avoir consulté le Comité pour le règlement, le député qui n'aurait pas respecté ce règlement.
La Constitution contraint le président de la République à consulter le président de la Chambre des députés et le président du Sénat si celui-ci devait dissoudre le Parlement.